# Пасерково
Па́серково  — деревня в Железногорском районе Курской области. Входит в состав Волковского сельсовета. 
Население — 241 человек (2010 год).

## География
Расположена в 9 км к северо-востоку от Железногорска на реке Чернь. Высота над уровнем моря — 241 м. 
Через деревню проходит автомобильная дорога А142 «Тросна — Калиновка». Также в Пасерково располагается одноимённая железнодорожная платформа однопутной неэлектрифицированой линии Арбузово — Орёл.

## История
Деревня возникла, предположительно, в середине XVII века. Расположение на тогдашней окраине Московского государства, а также непроходимые леса привлекали в эти места недовольных гражданскими и церковными порядками в столице, а также преступников, укрывавшихся от правосудия. Сюда во 2-й половине XVII века, после церковного раскола, бежало множество старообрядцев, сохранявших свою общину вплоть до советского времени. Пасерковские старообрядцы относились к течению новопоморцев. Они признавали царя и браки, но совершали церковные требы сами, без священников официальной церкви. В роли священников у них выступали выборные лица из самих же крестьян. 
До середины XVIII века крестьяне Пасеркова и соседних селений принадлежали московскому Новодевичьему монастырю. После секуляризации церковных земель в 1764 году монастырские крестьяне были переведены в разряд экономических крестьян, однако вплоть до начала XX века местные жители называли себя «монастырскими», а здешнюю местность — «монастырщиной».
По данным 4-й ревизии 1782 года в деревне проживало 840 человек (431 мужского пола и 409 женского).
В 1861—1927 годах Пасерково входило в состав Волковской волости Дмитровского уезда Орловской губернии.
В 1866 году в бывшей казённой деревне Пасерково было 92 двора, проживало 739 человек (347 мужского пола и 392 женского), действовала старообрядческая молельня, 8 маслобоен и мельница.
В 1877 году в деревне было 104 двора, проживали 713 человек. Население деревни, исповедовавшее православие, было приписано к приходу Покровского храма соседнего села Лужки.
В 1897 году в деревне проживало 1067 человек (506 мужского пола и 561 женского). 603 жителя Пасеркова исповедовали православие, 464 жителя были старообрядцами.
В 1921 году часть жителей Пасеркова выселилась из деревни и образовала сельхозартели «Новый Свет» и «Первое Мая», ставшие посёлками. Во 2-й половине XX века века эти селения были объединены с посёлком Светлый Дунай.
В 1926 году в деревне было 209 дворов, проживало 1056 человек (494 мужского пола и 562 женского), действовали школа 1-й ступени, красный уголок, 2 торговых заведения III-го разряда. В то время Пасерково входило в состав Лужковского сельсовета Волковской волости Дмитровского уезда. С 1928 года в составе Михайловского (ныне Железногорского) района. 
В январе 1930 года в деревне был создан колхоз «Красная Заря». В 1937 году в Пасерково было 137 дворов. Во время Великой Отечественной войны, с октября 1941 года по февраль 1943 года, находилась в зоне немецко-фашистской оккупации. В 1952 году пасерковский колхоз «Красная Заря» был присоединён к колхозу «Ленинский Путь» (центр в с. Волково).

## Население
| 1853 | 1866 | 1877 | 1897  | 1926  | 1979 | 2002 |
| ---- | ---- | ---- | ----- | ----- | ---- | ---- |
| 730  | ↗739 | ↘713 | ↗1067 | ↘1056 | ↘525 | ↘270 |
| 2010 |      |      |       |       |      |      |
| ↘241 |      |      |       |       |      |      |

## Улицы
В деревне 3 улицы:
- МК-76
- Полевая
- Садовая

## Персоналии
- Солодухин, Николай Иванович (род. 1955) — выдающийся советский дзюдоист. Чемпион летних Олимпийских игр по дзюдо, чемпион мира и Европы по дзюдо, пятикратный чемпион СССР по дзюдо, заслуженный мастер спорта СССР